# Isaäc Burchard Diederik van den Berch van Heemstede
 Isaäc Burchard Diederik van den Berch van Heemstede, né à Leyde le 16 avril 1860 et mort à La Haye le 24 octobre 1917, est un homme politique néerlandais. Il est le fils de Isaäc Lambertus Cremer van den Berch van Heemstede et fut marié à la comtesse Adrienne de Lannoy, petite-fille du Comte Gustave de Lannoy.
Il a fait partie du conseil de surveillance du journal De Tijd. De 1891 à 1916, il a été membre élu de la Seconde Chambre (1891-1916)

## Distinctions
- Chevalier de l'ordre du Lion néerlandais

## Sources
- (nl) Sa fiche sur parlement.com